# Chris Oakes
Chris Oakes, född 1964, är en amerikansk travtränare. Han har bland annat tränat den absoluta världsrekordhållaren Homicide Hunter, som sprang en mile på tiden 1:48.4 (1.07,7) på The Red Mile den 6 oktober 2018.

## Dopningsanklagelser
Då dopinghärvan inom nordamerikansk trav- och galoppsport uppmärksammades i början av mars 2020, då FBI gjort tillslag mot flera toppnamn inom den amerikanska trav- och galoppsporten, fanns Oakes bland de åtalade.
I slutet av oktober 2021 erkände Oakes att han köpt dopingklassade preparat, som han gett sina hästar, för att de skulle fått en otillåten fördel. Enligt Oakes ska dopningen ha pågått från början av 2019 fram till att han greps i mars 2020. Oakes väntas få sin dom den 17 februari 2022, och riskerar upp till tre år i fängelse.
Den 4 mars 2022 dömdes Oakes till 36 månaders fängelse. Han ska även betala cirka 600 000 kronor i böter utöver fängelsetiden.